# Esporte Clube Lemense
O Esporte Clube Lemense foi um clube brasileiro de futebol da cidade de Leme, interior do Estado de São Paulo. Foi fundado em 17 de junho de 1915 e, mais adiante, refundado em 18 de abril de 1967.
Passando por sérios problemas financeiros a partir de 2003, o clube acabou paralisando suas atividades em 2005.

## História
Em 1966, o Esporte Clube Bancário se tornou a primeira equipe de Leme a disputar o profissionalismo. Porém, em 1967, o time acabou parando. Havia na cidade uma agremiação muito mais antiga que esta, fundada em 1958, sendo ela Esporte Clube Lemense. Os organizadores do futebol lemense adotaram as cores do clube pioneiro e refundaram a antiga equipe, em 18 de abril de 1967.
A equipe firmou-se a partir da temporada de 1976. Em 1978, houve a conquista da Quarta Divisão Estadual (atual Série A4) e, em 1980, obteve o título da Terceira Divisão Estadual (atual Série A3), sendo esta a maior conquista da citada equipe em sua história.
De 1981 até 1993, o Lemense participou da divisão de acesso à elite paulista, sendo esta a Segunda Divisão (atual Série A2). Com a reorganização das fórmulas de disputas pela Federação Paulista de Futebol, a agremiação passou a competir na Quarta Divisão Estadual, tendo nela permanecido até a temporada de 2004.
Nesse período, o Esporte Clube Lemense passou por uma crise e, com o seu afastamento das competições organizadas pela Federação Paulista de Futebol em 2004, a cidade de Leme ficou sem um clube profissional. Para ocupar este espaço, foi fundado o Clube Atlético Lemense, em 4 de outubro de 2005, com as mesmas cores do antigo clube de 1915.

### Retorno às atividades
Em novembro de 2021 através de uma parceria com o SC Atibaia, o Lemense voltaria ao futebol profissional disputando a Série A2 de 2022. A princípio, teria uma fusão entre Lemense e Atibaia, no entanto a equipe teve seu registro na Federação Paulista de Futebol como Lemense Futebol Clube devido ao processo de mudança de sede apenas. A ideia de fusão ainda está em andamento, podendo acontecer futuramente mas apesar de usar todo o material visual com o nome do Esporte Clube Lemense, a equipe não carrega consigo seu histórico.

## Estatísticas

### Participações
| Competição | Competição      | Temporadas | Melhor campanha     | Anos                        | A | R |
| São Paulo  | Série A2        | 13         | Vice-campeão (1991) | 1981-1993                   | – | – |
| São Paulo  | Série A3        | 6          | Campeão (1980)      | 1969-1971, 1976 e 1979-1980 | 1 | – |
| São Paulo  | Série A4        | 13         | Campeão (1978)      | 1978 e 1994-2003            | 1 | 1 |
| São Paulo  | Segunda Divisão | 1          | 21º colocado (2004) | 2004                        | – | – |

### Rivalidades
A equipe do Pirassununguense foi, historicamente, o maior rival do Esporte Clube Lemense desde a década de 1920, com confrontos que eram marcados por confusões extra campo.
No âmbito regional, outro grande rival desta equipe foi o Independente Futebol Clube, da cidade de Limeira, também marcado por inúmeras confusões entre as suas torcidas.
Conta-se, contudo, que o Esporte Clube Lemense tivesse também sórdida rivalidade com o União São João de Araras, muito pela proximidade das cidades (mas que teria perdido força com as constantes mudanças de divisões por ambas as equipes).[carece de fontes?]

### Estádio
O Estádio Municipal Hilário Harder foi o principal palco das partidas do Esporte Clube Lemense, até o final da década de 1970. Antes da mudança para o Estádio Municipal Bruno Lazzarini (que ocorreu em 1980), grandes partidas já haviam sido presenciadas pela torcida no "Gigante Harder" (como era conhecido o Hilário Harder), entre as quais merece destaque a disputa pelo título da Segunda Divisão Estadual de 1978 ante o Ilha Solteira (as partidas ocorreram apenas em 1979, no sistema conhecido como "melhor de três").

### Curiosidade
Em 1940, durante a disputa de um campeonato, o então presidente do Esporte Clube Lemense resolveu tentar fazer com que o juiz ficasse ao lado de sua equipe em uma partida importante. Com uma estranha ocorrência acerca dos uniformes das equipes, o árbitro da partida acabou assinalando três penalidades inexistentes para o adversário do Lemense. Este episódio ficou conhecido como "o juiz roubou para o time errado".

## Títulos
Segue-se, abaixo, o histórico de conquistas deste clube de futebol.
| Estaduais                      | Estaduais | Estaduais  | Estaduais |
| Competição                     | Títulos   | Temporadas |           |
| ------------------------------ | --------- | ---------- | --------- |
| Campeonato Paulista - Série A3 | 1         | 1980       |           |
| Campeonato Paulista - Série A4 | 1         | 1978       |           |